# Oaksterdam University
Oaksterdam University ist die erste Cannabis-Universität der Welt in Oaksterdam, Oakland, Kalifornien, Vereinigte Staaten.
Sie wurde 2007 gegründet und hat sich die wissenschaftliche Untersuchung von Cannabis als Arzneimittel zum Ziel gesetzt. Der Sitz der Universität ist an Oaklands Broadway, Ecke 19th Street und sie hat Zweigstellen in Los Angeles, Sebastopol (Kalifornien) und im Bundesstaat Michigan. Präsident ist der Marihuana-Aktivist Steve Lee.